# 오픈 다큐멘터리
오픈 다큐멘터리는 KBS 제1라디오의 다큐멘터리 시대현안에 본격적으로 접근하고, 주요 사회의 행적을 조망하는 라디오 드라마 프로그램이다.

## 음악
- 박복규

## 효과
- 신현파
- 장찬희
- 김성필
- 노동걸
- 정영민

## 기술
- 이흥규